# Mike Markkula
Pour les articles homonymes, voir Markkula.
Armas Clifford « Mike » Markkula Jr. (né le 11 février 1942) est le CEO d'Apple de 1981 à 1983. Il succède à Michael Scott et est remplacé par John Sculley.

## Apple
Mike Markkula est le premier actionnaire de Apple Computers en investissant la somme de 250 000 $ dans la société, Steve Jobs et Steve Wozniak l'ayant rencontré en 1976, à l'époque où ils cherchaient un actionnaire pour lancer la fabrication et la vente de l'Apple II.
Il a été CEO par intérim, de 1981 à 1983 après que le premier CEO de la société Michael Scott soit renvoyé par le vote de la majorité des employés de la société.
Quand John Sculley est recruté, Markkula reste dans le conseil d’administration d'Apple jusqu'au retour de Steve Jobs en 1997.
Il a été l'employé numéro 3 de Apple.